# IC 4776
IC 4776 ist ein planetarischer Nebel im Sternbild Schütze, welcher im Jahre 1896 von Williamina Fleming entdeckt wurde.